# Silene nummica
Silene nummica är en nejlikväxtart som beskrevs av F. Valsecchi. Silene nummica ingår i släktet glimmar, och familjen nejlikväxter. Inga underarter finns listade i Catalogue of Life.